# Fontaines-en-Duesmois
 Fontaines-en-Duesmois  là một xã ở tỉnh Côte-d'Or trong vùng Bourgogne-Franche-Comté, phía đông nước Pháp. Xã Fontaines-en-Duesmois nằm ở khu vực có độ cao từ 334-419 mét trên mực nước biển.